# ماري إيلين أهيرن
ماري إيلين أهيرن (بالإنجليزية: Mary Eileen Ahern) هي أمينة مكتبة أمريكية، ولدت في 1 أكتوبر 1860 في مقاطعة ماريون في الولايات المتحدة، وتوفيت في 22 مايو 1938.